# Стоянка Бонева
Стоянка Бонева е българска певица на македонски народни песни. Тя е втората изпълнителка на известната авторска фолклорна песен „Лудо, младо“.

## Биография
Родена е на 3 февруари 1938 година в петричкото село Марикостиново. През 1959 година е приета в „Ансамбъл за народни песни на Българското радио“, преименуван по-късно „Мистерията на българските гласове“. Записва десетки песни от своя роден край за фонотеката на БНР, снима филми в БНТ, издава грамофонни плочи. Заедно с Янка Рупкина и Ева Георгиева създава вокално трио „Българка“, в което пее алтовата партия. С трио „Българка“ и група „Балкана“ осъществяват поредица успешни турнета по света, издават самостоятелна плоча във Великобритания, правят записи с Кейт Буш. Стоянка Бонева има дуети с тракийския певец Груйчо Дочев и шопската певица Павлина Горчева. Тя е втората изпълнителка на популярната авторска песен „Лудо, младо“ (м. Атанас Бояджиев, т. Богомил Гудев), след като за пръв път е записана на малка плоча („Песни от Атанас Бояджиев и Богомил Гудев“ – ВТК 2902, изд. Балкантон) през 1970 г. от дуета Петър Чернев – Магда Панайотова със заглавие „Откъде да взема сила“, но е била забранена по БНР в продължение на две десетилетия заради „еротична закачка“. 20 години по-късно песента се преименува на „Лудо, младо“.